# Hoplia colchica
Hoplia colchica är en skalbaggsart som beskrevs av Rudolph Petrovitz 1967. Hoplia colchica ingår i släktet Hoplia och familjen Melolonthidae. Inga underarter finns listade i Catalogue of Life.